# ردهیل (آلاباما)
ردهیل (به انگلیسی: Red Hill) یک منطقهٔ مسکونی در ایالات متحده آمریکا است که در آلاباما واقع شده‌است. ردهیل ۱۹۲٫۹۴ متر بالاتر از سطح دریا قرار دارد.

## تاریخچه
در حدود سال ۱۷۹۰ یک دهکده چروکی به نام براونز ویلج در براونز کریک، واقع در نزدیکی امروزی رد هیل ایجاد شد.
در طول جنگ داخلی آمریکا، هیلان ب. لیون، یکی از ژنرال‌های ناتان بی فارست، در یک اقامتگاه خصوصی در رد هیل اقامت داشت. وی توسط هنگ پانزدهم سواره پنسیلوانیا به اسارت درآمد، اما موفق به فرار شد.
در ۲۴ فوریه ۱۸۹۴، ویلیام جکسون پالمر به دلیل اقدامات خود به عنوان سرهنگ هدایت هنگ پانزدهم سواره پنسیلوانیا در رد هیل، ۱۴ ژانویه ۱۸۶۵ به مدال افتخار اعطا شد و در آنجا با کمتر از ۲۰۰ نفر، حمله کرد و یک نیروی برتر را شکست. پالمر بدون از دست دادن نیرویی، قطعه زمینی از دشمن را گرفت و حدود ۱۰۰ زندانی را اسیر کرد.
از سال ۱۸۴۲ تا ۱۹۰۵ یک اداره پستی تحت عنوان رد هیل اداره می‌شد.